# Santa Claus (film, 1985)
Pour les articles homonymes, voir Santa Claus.
Pour plus de détails, voir Fiche technique et Distribution.
Santa Claus (Santa Claus: The Movie) est un film de Noël britannique réalisé par Jeannot Szwarc, sorti en 1985.

## Synopsis
Le père Noël est aux prises avec des fabricants de jouets qui veulent voler Noël.

## Fiche technique
- Titre : Santa Claus
- Titre original : Santa Claus: The Movie
- Réalisation : Jeannot Szwarc
- Scénario : David Newman et Leslie Newman
- Musique : Henry Mancini
- Photographie : Arthur Ibbetson
- Montage : Peter Hollywood
- Production : Ilya Salkind et Pierre Spengler
- Société de production : GGG, Major Studio Partners, Calash Corporation et Santa Claus Ltd.
- Société de distribution : TriStar Pictures (États-Unis)
- Pays :  Royaume-Uni et  États-Unis
- Genre : Aventure, fantastique
- Durée : 107 minutes
- Dates de sortie : 
  -  Royaume-Uni : 29 novembre 1985
  -  France : 18 décembre 1985

## Distribution
- Dudley Moore (VF : Erik Colin) : Patch
- John Lithgow (VF : Bernard Tiphaine) : B. Z.
- David Huddleston (VF : Bertrand Bautheac) : Santa Claus
- Burgess Meredith (VF : Henri Labussière) : le vieil elfe
- Judy Cornwell (VF : Joëlle Guigui) : Anya Claus
- Jeffrey Kramer (VF : Philippe Ogouz) : Towzer
- Christian Fitzpatrick (VF : Jackie Berger) : Joe
- Carrie Kei Heim : Cornelia
- John Barrard (VF : Teddy Bilis) : Dooley
- Anthony O'Donnell (VF : Eric Legrand) : Puffy
- Melvyn Hayes : Goober
- Don Estelle : Groot
- Tim Stern : Boog
- Peter O'Farrell : Honka
- Christopher Ryan (en) : Vout
- Dickie Arnold : Goobler
- Dorothea Phillips (VF : Julia Dancourt) : Mlle. Tucker
- John Hallam : Grizzard
- Judith Morse : Mlle. Abruzzi

## Box-office
Le film a rapporté 23,7 millions de dollars au box-office.